# Potentilla wismariensis
Potentilla wismariensis är en rosväxtart som beskrevs av T.Gregor och Henker. Potentilla wismariensis ingår i Fingerörtssläktet som ingår i familjen rosväxter. Inga underarter finns listade i Catalogue of Life.